# Alfonz Pavlin
Alfonz Pavlin (tudi Alfonz Paulin), slovenski botanik, * 14. september 1853, Leskovec pri Krškem,  † 1. december 1942, Ljubljana.

## Življenje in delo
Alfonz Pavlin, v nekaterih virih tudi Alfonz Paulin, se je rodil kot sin grajskega oskrbnika Šrajbarskega turna pri Krškem, je ljudsko šolo in nižjo gimnazijo  obiskoval v Ljubljani, višjo gimnazijo pa v Novem mestu. Pred božičem 1871 je s 7 tovariši zaradi nevšečnih razmer zapustil 7. razred novomeške gimnazije, bil nekaj tednov na Reki, a razred dokončal v Celju. V 8. razred se je vrnil v Novo mesto, kjer je 1873 naredil maturo.
Po končani gimnaziji je študiral na Univerzi v Gradcu ter 1878 naredil strokovni izpit iz prirodopisa, 1880 iz matematike in fizike. Potem se je izpopolnjeval še v morski biologiji in geologiji. Od 1880 do 1910 je poučeval na srednjih šolah v Ljubljani. Od 1886 do 1931 je bil tudi vodja botaničnega vrta v Ljubljani. Od leta 1923 do 1925 je predaval sistemsko botaniko na ljubljanski univerzi. Izredni (tedaj dopisni) član SAZU je postal leta 1940. Sodeloval je pri herbarijski zbirki Flora exsiccata Austro-Hungarica (1881–1931) in sam ustvaril podobno zbirko Flora exsiccata Carniolica (1901–1936).